# Henriette de Clercq
Henriette de Clercq, född 1812, död 1878, var en belgisk industrialist.  Hon grundade kolindustrin i Oiginies från 1852 och blev känd som en regional välgörare, då hon utvecklade regionen genom den industri hon grundade kring sin kolfyndighet. 